# Quaregna
Quaregna (Quaregna in piemontese) è stato un comune italiano di 1 430 abitanti della provincia di Biella, in Piemonte.
Dal 1º gennaio 2019 si è fuso con il comune di Cerreto Castello per dare vita al nuovo comune di Quaregna Cerreto, del quale è capoluogo.

## Origini del nome
Una suggestiva tradizione farebbe risalire l'origine del nome Quaregna all'espressione latina aqua regnat cioè "luogo ove regna l'acqua" ed effettivamente il territorio oltre ad essere attraversato dal torrente Quargnasca e da numerosi rii minori, nella sua parte collinare, è molto ricco di sorgenti.

## Storia
Amedeo Avogadro fu sepolto nel cimitero di Quaregna.

### Simboli
Lo stemma e il gonfalone di Quaregna erano stati concessi con decreto del presidente della Repubblica del 24 dicembre 1991.

## Società

### Evoluzione demografica
Abitanti censiti

## Infrastrutture e trasporti
Fra il 1891 e il 1958 la località era servita da una fermata della ferrovia Biella-Cossato-Vallemosso.

## Amministrazione
| Periodo | Periodo   | Primo cittadino | Partito      | Carica  | Note       |
| ------- | --------- | --------------- | ------------ | ------- | ---------- |
| 2004    | 2009      | Enea De Alberti | lista civica | Sindaco |            |
| 2009    | 2014      | Katia Giordani  | lista civica | Sindaco |            |
| 2014    | in carica | Katia Giordani  | lista civica | Sindaco | II mandato |

### Altre informazioni amministrative
Il comune faceva parte della soppressa Comunità montana Val Sessera, Valle di Mosso e Prealpi Biellesi, mentre fino al 2010 apparteneva alla Comunità montana Prealpi Biellesi, abolita in seguito all'accorpamento disposto dalla Regione Piemonte nel 2009.